# سیکس‌پنس نان د ریچر
سیکس‌پنس نان د ریچر (انگلیسی: Sixpence None the Richer) (همچنین با نام سیکس‌پنس شناخته می‌شوند) یک گروه موسیقی آلترناتیو راک مسیحی است که در سال ۱۹۹۲ در نیو برانفلز، تگزاس بنیان‌گذاشته شد، در سال ۲۰۰۴ منحل شد، و دوباره در سال ۲۰۰۷ تشکیل شد. گروه بیشتر به‌خاطر ترانهٔ «مرا ببوس» شناخته شده‌است.